# Indoskythové
Indoskythové jsou větví Šaků (Skythů), kteří zhruba od 2. století př. n. l. do 4. století migrovali z jižní Sibiře do Baktrie, Sogdiany, Arachósie, Gandháry, Kašmíru, Paňdžábu a do západních částí centrální Asie. Po vpádu do Gandháry se vůbec prvním králem Indoskythů stal Maues, který postupně vybudoval říši zabírající rozsáhlé území na severozápadě Indického subkontinentu. Vláda Indoskythů v Indii definitivně skončila se smrtí posledního krále Západních kšatrapů.